# Бистонский замок
Бистонский замок (англ. Beeston Castle) — руины средневекового королевского замка в Бистоне, Чешир, Англия. Замок является памятником древности и находится в ведении фонда «Английское наследие». Стены форбурга, а также торхаус и куртина внутреннего двора по отдельности внесены в список национального наследия Англии и имеют статус памятников архитектуры I* категории.
Замок, расположенный на 107-метровом песчаниковом утёсе, построен Ранульфом де Блондевилем, 6-м графом Честер (1170—1232), в 1220-е годы. В 1237 году после смерти единственного наследника Ранульфа, бездетного графа Хантингдона, замок Бистон и графство Чешир перешли во владение короля Генриха III. Замок поддерживался в хорошем состоянии вплоть до XVI века, когда перестал использоваться в военных целях. Тем не менее в 1643 году замок снова стал военной базой на время Гражданской войны в Англии. В 1646 году Оливер Кромвель приказал оставить и разрушить замок, чтобы не допустить его дальнейшего использования в качестве бастиона. В XVIII веке на территории замка функционировал карьер.
По легенде, на территории замка зарыты королевские сокровища короля Ричарда II, однако многочисленные раскопки не принесли результата.